# John W. Hudachek

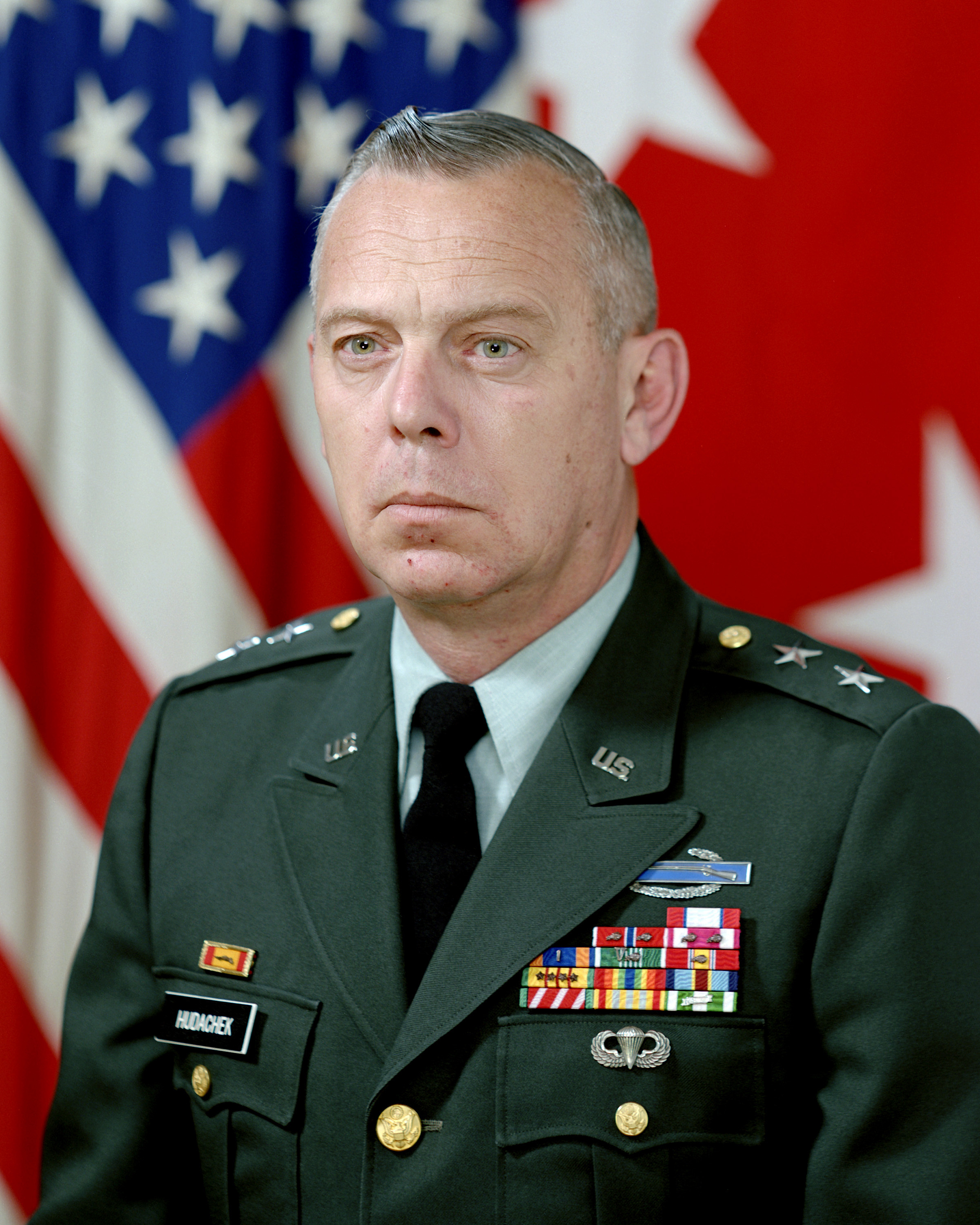
Major General John W. Hudachek (1984)

John William Hudachek (* 21. Mai 1930 in Cedar Rapids, Linn County, Iowa; † 17. September 2010 in Springfield, Fairfax County, Virginia) war ein Generalmajor der United States Army. Er war unter anderem Kommandeur der 4. Infanteriedivision.

## Leben
John Hudachek war ein Sohn von Lewis und Agnes Hudackek. Der Vater war während des Zweiten Weltkriegs Pilotenausbilder bei den United States Army Air Forces. John besuchte die öffentlichen Schulen seiner Heimat einschließlich der Mechanicsville High School. Außerdem half er auf der elterlichen Farm aus. Zudem erhielt er eine private Pilotenausbildung von seinem Vater. Zwischen 1948 und 1950 war er bei der University of Iowa eingeschrieben, wo er Mechanik studierte. In den Jahren 1950 bis 1954 durchlief er die United States Military Academy in West Point. Nach seiner Graduation wurde er als Leutnant den Panzereinheiten zugeteilt. In der Armee durchlief er anschließend alle Offiziersränge vom Leutnant bis zum Zwei-Sterne-General.
Im Lauf seiner militärischen Karriere absolvierte Hudachek verschiedene Kurse und Schulungen. Dazu gehörten unter anderem der Armor Officer Basic Course, die Airborne School, der Armor Officer Advanced Course, das Georgia Institute of Technology, das Command and General Staff College und das Industrial College of the Armed Forces.
John Hudachek absolvierte zunächst den für Offiziere in den jeweiligen Rangstufen üblichen Dienst in unterschiedlichen Einheiten und Standorten. Dazu gehörten auch Aufgaben als Stabsoffizier in verschiedenen Hauptquartieren. Dabei kommandierte er militärische Einheiten auf fast allen Ebenen bis zum Divisionskommandeur.
Zwischen 1956 und 1959 war er in Bad Kissingen stationiert, wo er Zugführer in einer Kompanie des 14. Kavallerieregiments (Panzer) war. Dabei war er an der nahegelegenen innerdeutschen Grenze eingesetzt. In den folgenden Jahren absolvierte er einige der oben erwähnten Kurse. Außerdem war er in Fort Knox Mitglied einer Kommission zur Erprobung neuer Panzer und Militärtransporter. Im Jahr 1965 folgte sein erster Einsatz im Vietnamkrieg.
Nach seiner Heimkehr studierte John Hudachek am Command & General Staff College in Fort Leavenworth in Kansas. Danach gehörte er dem Stab des Heeresministeriums an, wo er in der Abteilung für Kampffahrzeuge tätig war. Anfang 1970 wurde er in das damalige Fort Hood (heute Fort Cavazos) versetzt, wo er eine Schwadron des 1. Kavallerieregiments (Panzer) kommandierte. Diese Einheiten unterstanden der 2. Panzerdivision.
In den Jahren 1971 und 1972 war Hudachek ein weiteres Mal im Vietnamkrieg eingesetzt. Dort kommandierte er zunächst eine Schwadron des 10. Kavallerieregiments, die nach einigen Monaten in die USA zurückverlegt wurde. Hudachek verblieb jedoch in Vietnam und war als Militärberater einer südvietnamesischen Division im dortigen zentralen Hochland tätig. Nach zwischenzeitlich anderen Verwendungen kehrte er nach Deutschland zurück, wo er in Nürnberg das Kommando über das 2. Kavallerieregiment (Panzer) übernahm. Dieses Kommando bekleidete er zwei Jahre lang. Danach wurde er nach Ansbach versetzt, wo er Stabschef der 1. Panzerdivision wurde.
Im Jahr 1977 erreichte John Hudachek mit seiner Beförderung zum Brigadegeneral die Generalsränge. Die folgenden zwei Jahre verbrachte er als Militärberater in Saudi-Arabien. Es folgte eine Versetzung nach Fort Belvoir in Virginia, wo er das damalige U.S. Army Computer Systems Command leitete.
Nach seiner Beförderung zum Generalmajor im Sommer 1980 erhielt er als Nachfolger von Louis C. Menetrey das Kommando über die 4. Infanteriedivision in Fort Carson, das er zwischen dem 12. September 1980 und dem 30. Juli 1982 innehatte. In dieser Zeit nahm die Division, die als weltweit verlegbare schnelle Eingreifreserve des US-Heeres galt, an mehreren großen Manövern teil.
Nach dem Ende seiner Zeit als Divisionskommandeur wurde Hudachek nach Südkorea versetzt, wo er bis 1984 Stabschef im Hauptquartier der dortigen amerikanischen Heeresstreitkräfte und der 8. Armee wurde. Anschließend gehörte er der Stabsabteilung G4 des Heeresministeriums an. Im Herbst 1985 schied er aus dem aktiven Militärdienst aus.
John Hudachek verbrachte seinen Lebensabend in Springfield in Virginia, wo er in Teilzeit als Berater einer in Bethesda ansässigen Firma tätig war. Außerdem unterstützte er seine Frau Anne, geborene Hamilton, mit der er seit Dezember 1954 verheiratet war, bei deren Tätigkeiten an der Saint Bernadette Catholic Church. Seine Frau starb am 20. Februar 2010. Er folgte ihr am 17. September des gleichen Jahres. Das Paar wurde von drei Töchtern und einem Sohn überlebt. Die mittlere Tochter Terry machte ebenfalls Karriere beim Militär und erreichte bei der United States Air Force die Generalsränge. Der Sohn Mike studierte ebenfalls an der Militärakademie in West Point und wurde später Präsident einer im Finanzbereich tätigen Firma.

## Orden und Auszeichnungen
John Hudachek erhielt im Lauf seiner militärischen Laufbahn unter anderem folgende Auszeichnungen:
- Army Distinguished Service Medal
- Bronze Star Medal
- Air Medal
- Meritorious Service Medal
- Army Commendation Medal